# Esther Bottomley
Esther Bottomley, née le 8 février 1983 à Terang, est une fondeuse australienne.

## Biographie
Aux Championnats du monde junior, elle qui compte deux participations en 2002 et 2003,  enregistre comme meilleur résultat une 21e place sur le sprint en 2003 à Sollefteå. 
Sa première sélection avec l'équipe nationale chez les séniors a lieu aux Championnats du monde 2003 à Val di Fiemme, où elle se classe 50e du sprint.
Elle fait ses débuts dans la Coupe du monde en décembre 2003 aussi à Val di Fiemme, obtenant son meilleur résultat à ce niveau en janvier 2011 à Liberec avec une 33e place sur le sprint libre, puis termine notamment 44e du sprint aux Championnats du monde à Oslo, soit sa meilleure performance individuelle en rendez-vous majeur. 
Lors de la saison 2012-2013, elle part s'entraîner à Canmore, au Canada.
Esther Bottomley est la première fondeuse australienne avec trois participations aux Jeux olympiques : en 2006 à Turin (52e du sprint), en 2010 à Vancouver (50e du sprint) et en 2014 à Sotchi (55e du sprint et 58e du dix kilomètres classique).
Sa dernière compétition internationale a lieu aux Championnats du monde de Falun en 2015, où elle prend part au relais (14e).
Au niveau continental, elle remporte cinq fois le classement général de la Coupe australo-néo-zélandaise en 2009, 2011, 2012, 2013 et 2015.

## Palmarès

### Jeux olympiques
| Épreuve / Édition | Sprint                           | Sprint                           | 10 km                            | 10 km                            | Poursuite / Skiathlon 2 × 7,5 km | 30 km | Relais | Relais   |
| Épreuve / Édition | libre                            | classique                        | libre                            | classique                        | Poursuite / Skiathlon 2 × 7,5 km | 30 km | Sprint | 4 × 5 km |
| JO 2006 Turin     | 52e                              | Épreuve inexistante à cette date | Épreuve inexistante à cette date | -                                | -                                | -     | -      | -        |
| JO 2010 Vancouver | Épreuve inexistante à cette date | 50e                              | -                                | Épreuve inexistante à cette date | -                                | -     | -      | -        |
| JO 2014 Sotchi    | 55e                              | Épreuve inexistante à cette date | Épreuve inexistante à cette date | 58e                              | -                                | -     | -      | -        |

Légende :
- : pas d'épreuve
- — : Non disputée par Bottomley

### Championnats du monde
| Épreuve / Édition           | Sprint                           | Sprint                           | 10 km                            | 10 km                            | Poursuite / Skiathlon 2 × 7,5 km | 30 km | Relais | Relais   |
| Épreuve / Édition           | libre                            | classique                        | libre                            | classique                        | Poursuite / Skiathlon 2 × 7,5 km | 30 km | Sprint | 4 × 5 km |
| Mondiaux 2003 Val di Fiemme | 50e                              | Épreuve inexistante à cette date | Épreuve inexistante à cette date | DNS                              | -                                | -     | -      | -        |
| Mondiaux 2005 Oberstdorf    | Épreuve inexistante à cette date | 50e                              | -                                | Épreuve inexistante à cette date | -                                | -     | -      | -        |
| Mondiaux 2007 Sapporo       | Épreuve inexistante à cette date | 61e                              | -                                | Épreuve inexistante à cette date | -                                | -     | -      | -        |
| Mondiaux 2009 Liberec       | 58e                              | Épreuve inexistante à cette date | Épreuve inexistante à cette date | -                                | -                                | -     | -      | -        |
| Mondiaux 2011 Oslo          | 44e                              | Épreuve inexistante à cette date | Épreuve inexistante à cette date | -                                | 52e                              | -     | -      | -        |
| Mondiaux 2013 Val di Fiemme | Épreuve inexistante à cette date | 61e                              | -                                | Épreuve inexistante à cette date | Abandon                          | -     | -      | -        |
| Mondiaux 2015 Oberstdorf    | Épreuve inexistante à cette date | 48e                              | 64e                              | Épreuve inexistante à cette date | -                                | -     | -      | 14e      |

Légende :
- : pas d'épreuve
- — : Non disputée par Bottomley
- DNS : inscrite, mais pas au départ